# Nadmiar powierzchniowy
Nadmiar powierzchniowy, także: nadmiar adsorpcyjny, nadwyżka adsorpcyjna – ilość adsorbatu (przeliczona zwykle na jednostkę powierzchni lub, dla uproszczenia, na jednostkę masy adsorbentu), która w wyniku adsorpcji przemieściła się z tzw. "fazy objętościowej" (część układu poza zasięgiem sił adsorpcyjnych) do "fazy powierzchniowej" (w zasięgu sił adsorpcyjnych). Ta "faza powierzchniowa" nie ma z góry określonej grubości, chociaż często ogranicza się do jednej lub kilku średnic cząsteczek adsorbatu.
Jeżeli gęstość adsorbatu (odpowiadająca ciśnieniu lub stężeniu adsorbatu) w "fazie objętościowej" jest niewielka w porównaniu z jego gęstością w "fazie powierzchniowej", to można uprościć rozważania i badać jedynie ilość adsorbatu na powierzchni (w fazie powierzchniowej), czyli tzw. adsorpcję rzeczywistą. Jednak w układach, gdzie gęstość adsorbatu w fazie powierzchniowej jest porównywalna z gęstością w fazie objętościowej (lub nawet mniejsza od niej), trzeba badać nadmiar powierzchniowy, który przy założeniu stałej objętości fazy powierzchniowej jest w przybliżeniu proporcjonalny do różnicy gęstości adsorbatu w fazie powierzchniowej i objętościowej. O ile adsorpcja rzeczywista jest zawsze nieujemna, to nadmiar powierzchniowy może być dodatni (adsorpcja dodatnia – zwiększenie gęstości adsorbatu przy powierzchni adsorbentu), jak i ujemny (zmniejszenie gęstości adsorbatu w porównaniu z fazą objętościową, wypieranie adsorbatu).
Analizując adsorpcję najczęściej mówi się o wielkości adsorpcji, czyli ilości zaadsorbowanego adsorbatu. W rzeczywistości mierzalną wielkością jest właśnie nadmiar powierzchniowy.
Analizę adsorpcji nadmiarowej prowadzi się często w oparciu o izotermy adsorpcji. Najpopularniejszym równaniem izotermy adsorpcji nadmiarowej jest izoterma Everetta. Dzięki prostej postaci liniowej można łatwo wyznaczyć parametry tego równania. Jeżeli dane eksperymentalne są liniowe we współrzędnych równania Everetta, to wówczas przyjmuje się, że układ doświadzczalny spełnia założenia teoretyczne izotermy. Równanie to zawiera niejawne założenie o monowarstwowości adsorpcji oraz homogeniczności powierzchni adsorbentu.